# SR22 (Versicherung)
SR-22 ist eine Kfz-Haftpflichtversicherungsbestätigung (oder auch Versicherungszertifikat) aus den Vereinigten Staaten, welche in den meisten US-Staaten vom Department of Motor Vehicles (DMV) für sg. "Risiko"-Fahrer verlangt wird.
Dieses SR-22 Zertifikat kann von dem DMV verlangt werden, um seine Fahrberechtigungen nach einem unversicherten Autounfall oder einer Verurteilung wegen eines anderen Verkehrsdelikts, wie zum Beispiel Fahren unter Einfluss psychoaktiver Substanzen, wiederherzustellen. Ein SR-22 kann von drei bis zu fünf Jahren erforderlich sein. Wenn das SR-22 Zertifikat abläuft oder gekündigt wird, muss die Versicherungsgesellschaft ein SR-26-Formular ausstellen, das die Stornierung dieser Police bestätigt.
Einige Staaten akzeptieren ein SR-22 Zertifikat als Alternative zu einer Kaution in bar oder als Sicherheit als Nachweis der finanziellen Verantwortung.
SR-22 ist keine tatsächliche Versicherungspolice, sondern nur eine Art Zusatzversicherung, die zu einer privaten Kfz-Haftpflichtversicherung hinzugefügt wird. Nicht alle Versicherungsunternehmen bieten ein SR-22 Zertifikat an.